# Albi Husen

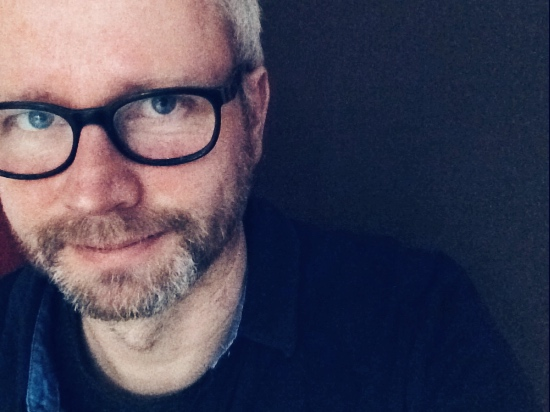
Albi Husen 2018

Albrecht „Albi“ Husen (* 31. Juli 1968 in Hannover) ist ein deutscher Schlagzeuger und Komponist mit dem Schwerpunkt Jazz-Rock.

## Leben und Wirken
Albi Husen studierte Jazz-, Rock- und Popmusik an der Hochschule für Musik und Theater Hannover, u. a. bei Herbert Hellhund, und schloss das Studium als Diplom-Musiklehrer ab. Husen spielte 1991 Schlagzeug im Sandra Gantert Quartett. Das Quartett machte einige Aufnahmen, u. a. einen NDR-Konzertmitschnitt, und tourte durch Deutschland. Im Jahr 1999 wirkte Husen im Electric-Jazz-Projekt Friedemann Leisingers Slave of Vision mit.
Während der Leverkusener Jazztage 2006 übernahm er im Konzert müller des Gitarristen Lothar Müller, neben Rainer Piwek (Rhythmusgitarre und Gesang) das Schlagzeug.
Husen ist neben seiner freiberuflichen Tätigkeit als Arrangeur, Komponist und Produzent auch als Schlagzeuglehrer tätig, u. a. beim Music-College-Hannover.

## Diskographie (Auswahl)
- Larissa Aapucca Kaval Sviri (Polydor 1992, Produzent Thomas Lange)[4]
- Coustics Coustics (Double Moon Records 2006, mit Lars Kuklinski, Ritchie Staringer, Lothar Müller, Gunnar Treff, Kati Schifkowski) 2006[5]
- Hellmut Hattler The Big Flow (36music 2006)[6]

### Produktion / Arrangement (Auswahl)
- Romina Bulban: Auf und Ab (Album)[7]
- Elbsegler: Fluss Statt Land (Album) timezone, 2018.[8]

## Auszeichnungen
- Mit dem Pop-Jazz-Sextett Coustics aus Hannover erhielt er 2001 sowie 2003 den Preis des Jazzpodiums Niedersachsen.[9]